# Flaminio Bertoni
Flaminio Bertoni (Masnago, 10 gennaio 1903 – Antony, 7 febbraio 1964) è stato un designer e scultore italiano. È universalmente considerato come uno dei maggiori designer di automobili di tutti i tempi.

## Biografia
Nato a Masnago, comune poi accorpato alla città di Varese, appena conseguita la licenza tecnica nel 1918, Flaminio Bertoni entrò come apprendista nella Carrozzeria Macchi. Cinque anni dopo, alcuni tecnici francesi in visita alla Macchi, vista la creatività del giovane disegnatore, lo esortarono a fare esperienza in Francia.

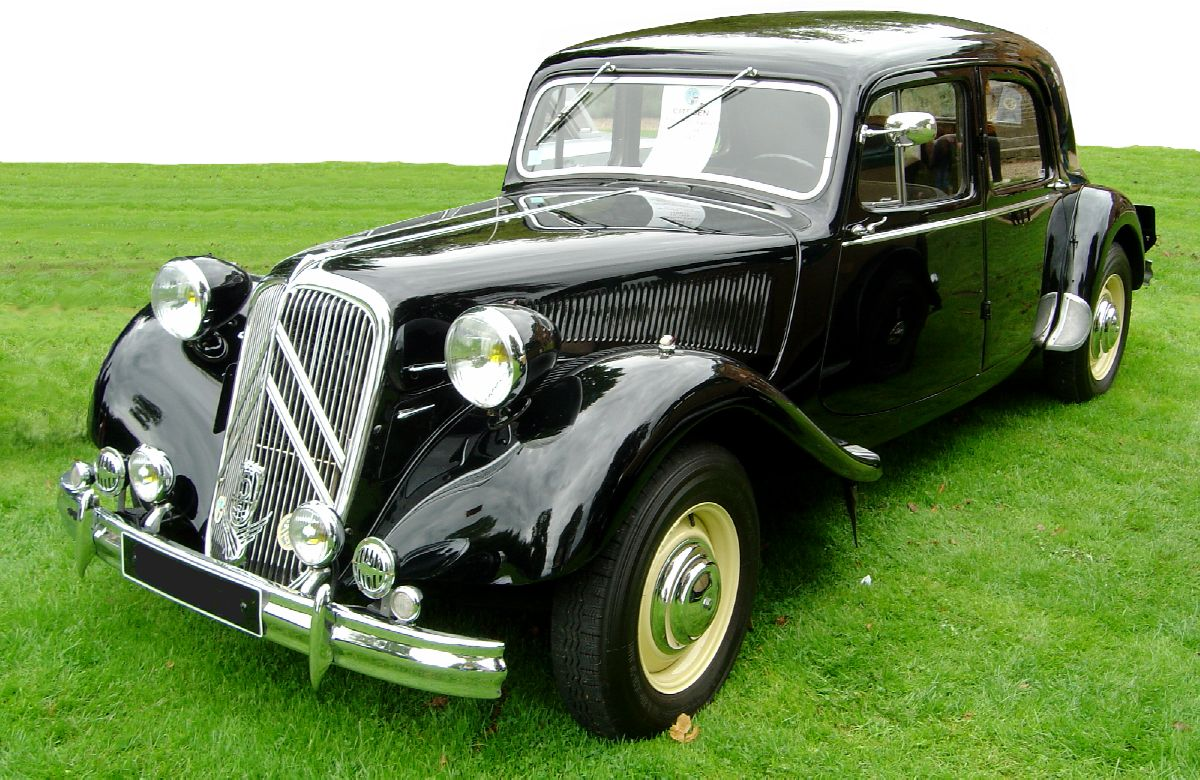
Una Citroën Traction Avant

In quegli anni, la Francia era il centro della ricerca automobilistica, la fucina delle idee che diedero vita all'automobile moderna. Bertoni, che parlava un pessimo francese, a scanso di equivoci si presentò ad André Citroën esibendo un suo brevetto per il sollevamento pneumatico dei finestrini. Venne assunto immediatamente.
Ritenendo d'aver accumulato sufficiente esperienza, un paio d'anni più tardi Bertoni rientrò a Varese e aprì uno studio di progettazione; aveva, però, idee troppo avanzate per l'imprenditoria italiana del tempo, ancora basata sul concetto di famiglia-impresa e su progetti di immediato utilizzo, ma di breve respiro; di conseguenza ritornò a Parigi, nel 1931, per non fare più ritorno in Italia.

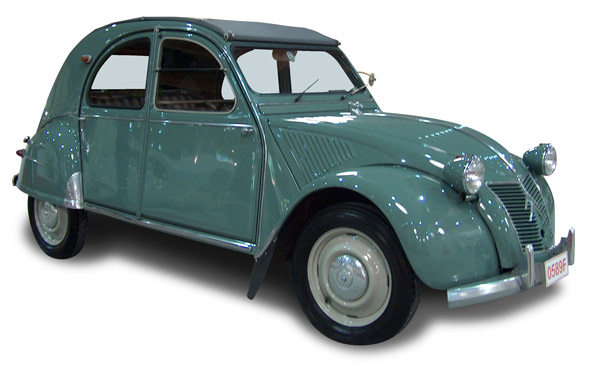
Una Citroën 2CV del 1949

Dopo una breve esperienza nella Société Industrielle de Carrosserie, rientrò alla Citroën, trovandosi ad essere l'uomo giusto, al posto e nel momento giusto. Gli venne commissionata la forma della futura Citroën Traction Avant e, per la prima volta nella storia dell'automobile, ne realizzò il progetto in tre dimensioni, eseguendo la maquette della vettura in scala, grazie alle sue doti di scultore. Da allora firmò le più importanti automobili Citroën fino al 1964, tra cui la 2CV e la DS.

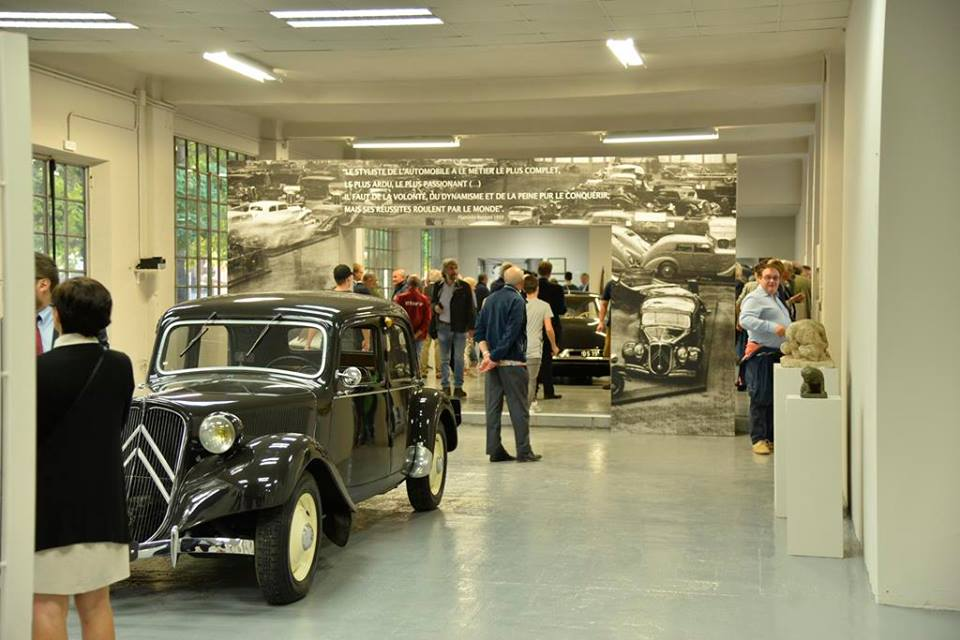
Il Museo Flaminio Bertoni presso il Parco e Museo di Volandia.

Gli eventi e le conseguenze della Seconda guerra mondiale si scontrarono spesso con il carattere imprevedibile e per nulla docile di Bertoni. Nel 1940 venne arrestato per il suo rifiuto di firmare un atto di fedeltà alla Francia, in abiura della sua patria d'origine. Nel 1944 fu nuovamente arrestato con l'accusa di aver contribuito al funzionamento della Citroën durante il periodo bellico.

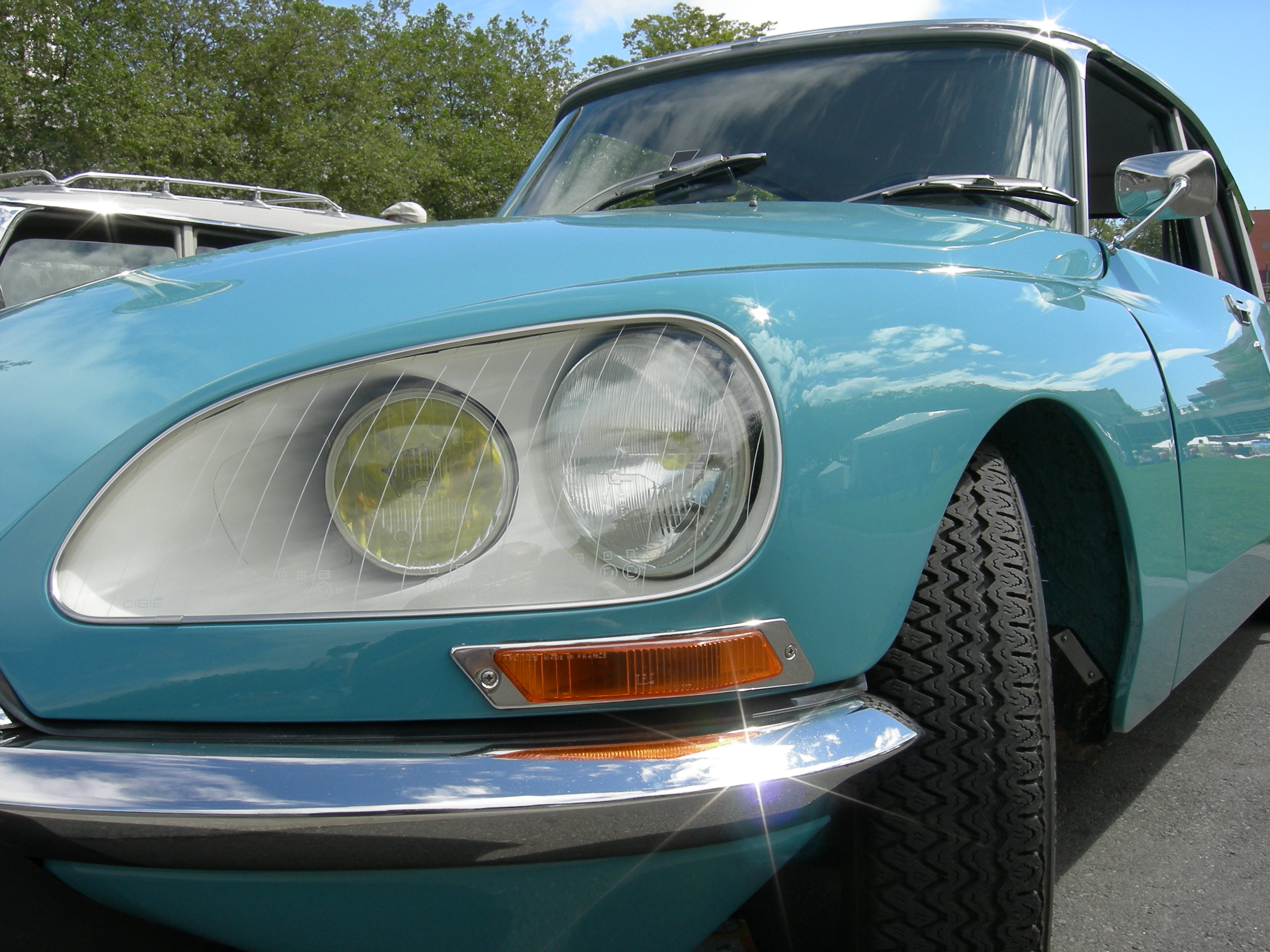
Una Citroën DS

Si trattava, però, di una maldestra montatura per addossare l'onta del collaborazionismo a cittadini non francesi, ben presto sgonfiatasi e, nel 1961, definitivamente emendata con la nomina a Cavaliere dell'Ordine delle Arti e delle Lettere francese che Bertoni ricevette dallo scrittore André Malraux, allora Ministro della Cultura nel governo De Gaulle.

### Morte
Colpito da un ictus il 6 febbraio 1964, Bertoni morì il giorno dopo, all'età di 61 anni, nella cittadina di Antony, dove è oggi sepolto con la moglie Lucienne Marodon e il secondogenito Serge.

## Museo Flaminio Bertoni
Il 10 maggio 2007 è stato inaugurato a Varese il Museo Flaminio Bertoni, nello stesso edificio che ospita il liceo artistico e alcuni uffici della provincia.
Nel 2016 il Museo è stato trasferito in un padiglione interamente dedicato al designer e stilista automobilistico varesino, presso il Parco e Museo di Volandia a Somma Lombardo, in cui oltre alle automobili di fama mondiale come la Citroen Ds, sono esposti i bozzetti, le sculture e gli studi dell'artista.
Nel 2020 il Museo è fra i fondatori della rete Musei Industriali del Varesotto.

## Riconoscimenti
- Nel gennaio 2003 è stata intitolata a Bertoni la scalinata a Masnago, suo quartiere natale, che da via Caracciolo porta in via Cola di Rienzo[6].